# Herald

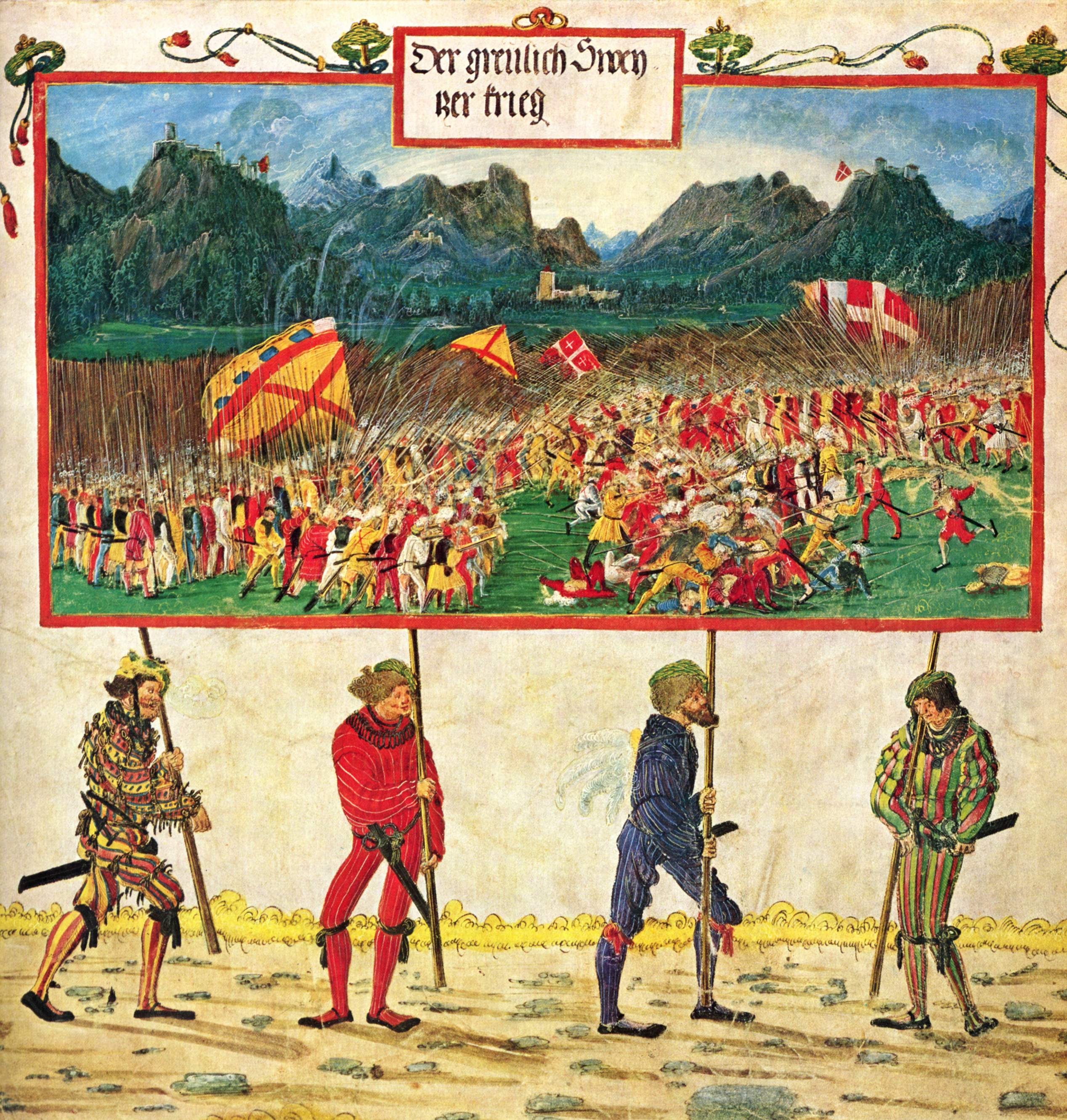
Heralds porten el triomf de l'Emperador Maximilià a la batalla, per Albrecht Altdorfer

Un herald o un herald d'armes, a l'edat mitjana és un oficial d'armes de categoria intermèdia entre el rei d'armes i porsavant (herald de tercera categoria) que tenia la funció d'examinar els escuts dels qui participaven en els tornejos i d'identificar, a través dels escuts, els morts o ferits d'una batalla. A l'època clàssica, un herald era un missatger que estava encarregat de portar les proclames dels prínceps i de fer les proclames a les assemblees i de declarar la guerra. Missatger i capdavanter són sinònims d'herald.

## Orígens

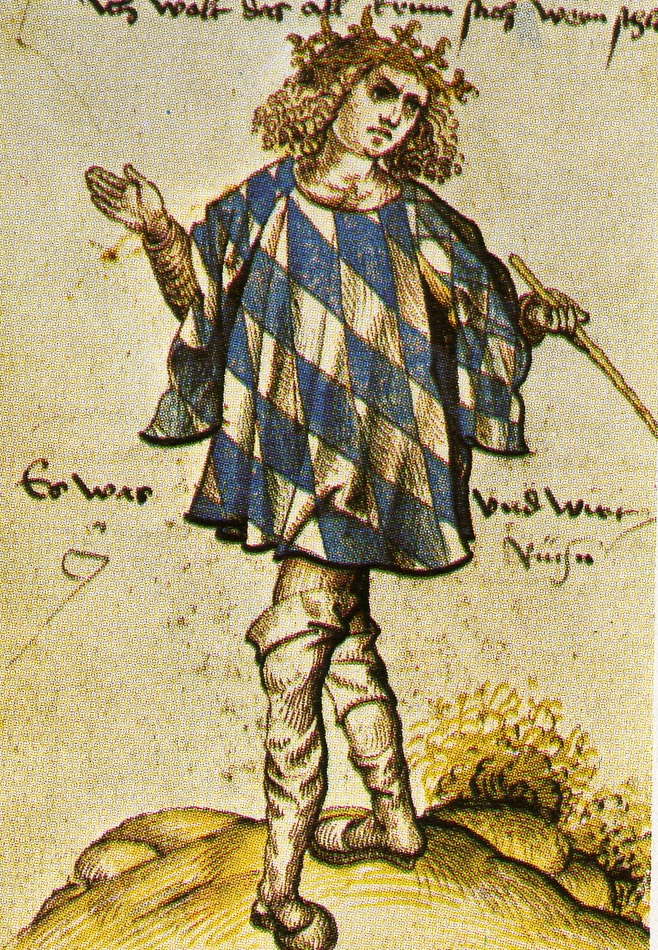
L'herald bavarès, Joerg Rugen, portant la Cota d'armes de Baviera, al voltant del 1510

A l'antiga Grècia s'anomenaven Κήρυκες ('kérukes', Cèrices) i a l'antiga Roma, feciales, però no hi ha res que provi un lligam entre aquests oficials i els heralds que aparegueren a l'Edat Mitjana. Sembla que aquest lligam fou creat al segle xv pels mateixos heralds per tal de provar l'antiguitat i la noblesa del seu ofici.
Al segle xiii aparegué veritablement la figura de l'herald (es menciona a l'obra Chrétien de Troyes que data de finals d'aquest segle). Els heralds d'armes estan molt lligats al desenvolupament de l'heràldica, on prenen el seu nom.
Partint de les files dels bards i els joglars, els oficials d'armes es van especialitzar en els tornejos i les justes i el pas d'armes. Ells els anunciaven, menaven els cavallers i els comentaven. Als inicis, ells no estaven lligats a cap noble en particular i portaven una vida errant, contribuint al renom dels cavallers. Ells relataven els seus fets d'armes arreu. Aquest rol tingué una influència notable sobre l'ofici. En efecte, aquest treball estava totalment lligat als tornejos. Havien de distingir els oficials segons les seves marques d'armes que corresponien a les divisions territorials dels grups de cavallers a les justes. A continuació, la jerarquia de l'ofici d'armes també estava subjecta, almenys en el pla simbòlic, a la cavalleria i als tornejos. Com va dir Olivier de la Marche en les seves memòries, fou set anys porsavant d'armes per a esdevenir herald. Aquesta durada corresponia al temps necessari que un escuder havia de romandre com a tal per a esdevenir cavaller.

## Edat d'or

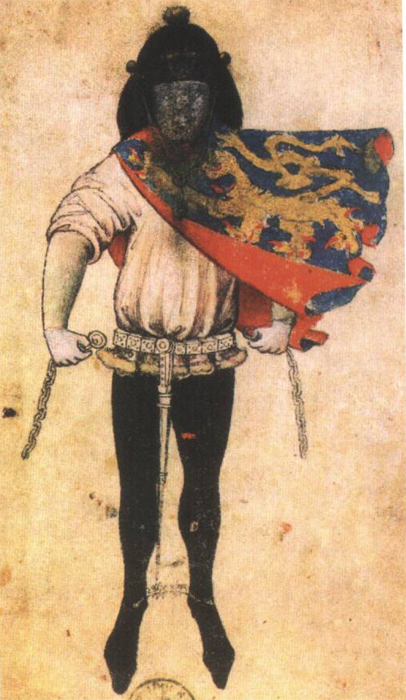
L'herald Gelre del Dud de Gueldres (voltant del 1380)

El seu rol en els tornejos va convertir els heralds en experts en els escuts, cosa que els va permetre de tenir funcions militars oficialitzades als inicis del segle xiv, com mostra l'ordenança de Felip IV de França el 1306. A les hosts feudals, els guerrers no portaven uniformes i els combatents només es reconeixien per les seves armadures en les quals hi havia les seves banderes, banderoles o els escuts. El coneixement dels blasons que adquiriren en freqüentar els tornejos, permeté als oficials d'armes de reconèixer ràpidament els protagonistes i de conèixer el decurs de les batalles. Això va fer que juguessin un paper important, sobretot al segle xiii, quan les armadures eren individualitzades.
Més tard es van fixar a senyors específics i van conservar algunes peculiaritats heretades del seu antic estatus d'errants, per exemple les funcions com a missatgers i anunciadors, facilitades per la immunitat de què gaudien (sobretot el dret a circular lliurement per arreu si es rendien). També van adquirir noves competències, sobretot en la definició de les regles de l'heràldica i de la composició dels armorials.

## Declivi de la funció
El segle XV és un període de crisi per l'ofici d'armes. Sens dubte, el dret que qualsevol capità pogués tenir accés al servei d'un porsavant n'és una causa. Això va causar una multiplicació dels porsavants d'armes, moltes vegades reclutats entre persones indignes, com va dir l'herald Sicile. Però aquest declivi dels oficials d'armes es va accentuar al segle xv, quan es va passar de la host medieval a un exèrcit permanent amb soldada. A partir del 1445, a França, les companyies d'ordenances es van substituir per contingents de vassalls que estaven sota la bandera del seu senyor. El rol militar dels oficials d'armes va desaparèixer completament després de la Guerra dels Trenta Anys, quan el seu rol heràldic va desaparèixer el 1615. Paradoxalment, aquest període de declivi descrit pels heralds del segle xv sembla, en l'actualitat, que fou l'època d'apogeu de l'ofici d'armes. El 1406 es va constituir el col·legi d'heràldica i al Tractat d'Arras (1435) encara es va considerar que els heralds constituïen un cos important i reconegut.
Al segle XVI sí que ja es veu el declivi pròpiament dit de l'ofici d'armes. Es degué a una conjunció de factors, el més important dels quals era el pas del sistema feudal a l'estat modern, que va transferir totes les dignitats al monarca i va retirar a la noblesa el seu caràcter militar. Al segle xvii encara es profunditzarà més el declivi dels heralds, que perdran totes les seves prerrogatives principals. El 1615 va desaparèixer el seu paper a l'heràldica, amb la creació del jutge d'armes. El 1627, el col·legi heràldic de França va perdre la seva independència.
A França, Lluís XIII fou l'últim rei de França que va utilitzar heralds. Ho va fer a la Guerra dels Trenta Anys. Finalment, el seu paper com a mestres de cerimònies els fou retirat en profit dels ambaixadors. En conseqüència, sembla que el rol de l'ofici d'armes es va reduir a un element de la pompa imperial i monàrquica que a França va subsistir fins al 1830. Per exemple, els heralds van participar en l'obertura dels Estats Generals de França del 1789, als funeraris de Lluís XVIII de França i a la coronació de Carles X de França el 1825. A França se'ls menciona per última vegada l'11 de juliol del 1830, on un herald estava al davant de la processó de celebració per la presa d'Alger.

## En l'actualitat

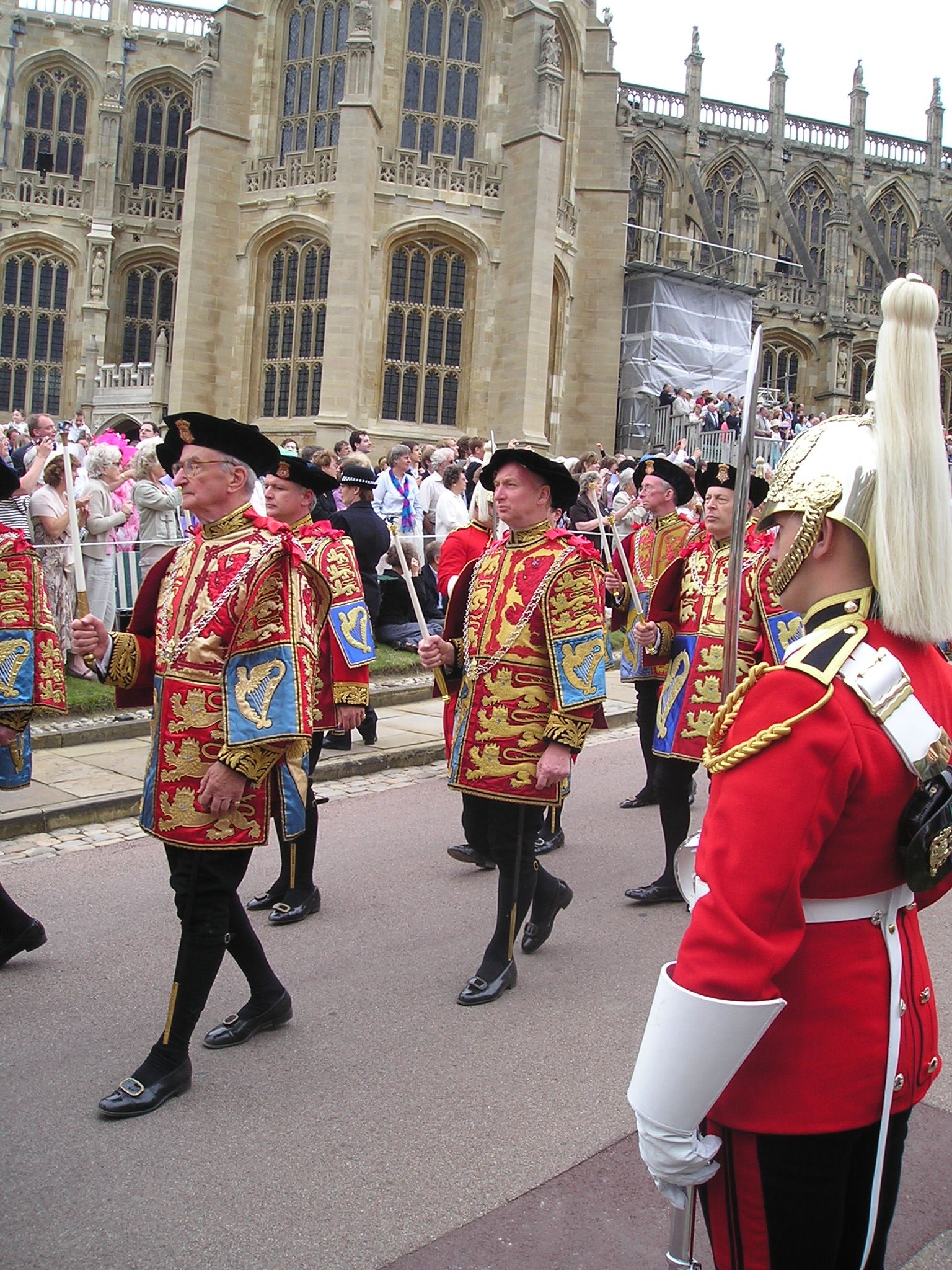
Heralds porten les armes a la processó anual a la St. George's Chapel, al Castell de Windsor, 2006

Al Regne Unit avui encara existeixen els heralds i tenen la funció de llegir les proclames oficials de la casa reial.

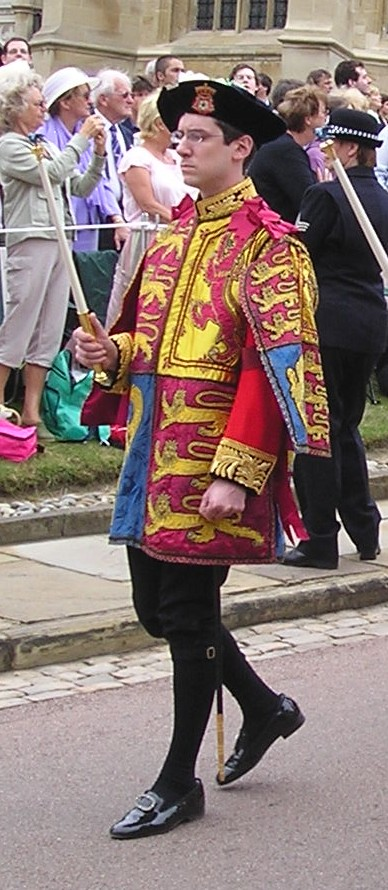
Herald neerlandès

També hi ha oficials heralds actius, a banda del Regne Unit, a la República d'Irlanda, Canadà i la República de Sud-àfrica. A Anglaterra i Escòcia la majoria dels heralds ho són a temps complet i són anomenats " Heralds of Arms in Ordinary ". Els que ho fan de manera temporal són " Heralds of Arms Extraordinary ". Aquests darrers tenen una funció més específica i apareixen en ocasions especials com una coronació. A més a més, la Canadian Heraldic Authority ha creat la posició d'Herald of Arms Emeritus, pels heralds que han fet un servei molt llarg o pels més notables. A Escòcia, alguns caps dels clans, els caps de les grans cases nobles encara tenen oficials d'armes privats per a mostrar la importància de la genealogia del clan.
A Espanya hi va haver heralds que van participar en la proclamació del rei Joan Carles I d'Espanya el 1975.
Als Països Baixos els heralds d'armes només figuren a la cerimònia d'inauguració del regnat. Normalment són membres de l'Alt Consell de la Noblesa, tot i que a la darrera inauguració del regnat de Beatriu I dels Països Baixos, el 1980, aquests foren combatents de la resistència contra els ocupants nazis de la Segona Guerra Mundial. Un altre estat on encara hi ha heralds és Suècia.

### Heralds a Anglaterra

#### Ordinaris
- Richmond Herald of Arms in Ordinary
- Chester Herald of Arms in Ordinary
- Lancaster Herald of Arms in Ordinary
- York Herald of Arms in Ordinary
- Somerset Herald of Arms in Ordinary
- Windsor Herald of Arms in Ordinary

#### Extraordinaris

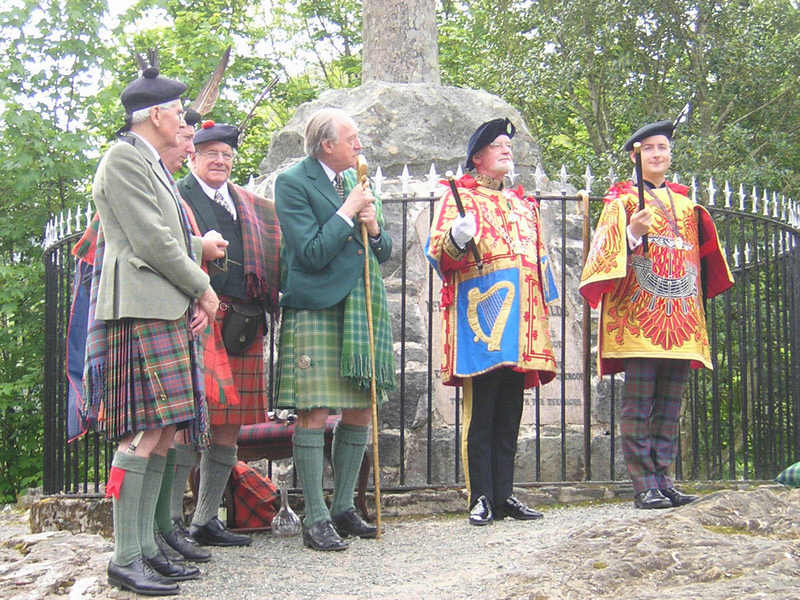
Heralds a Escòcia

- Arundel Herald of Arms Extraordinary
- Beaumont Herald of Arms Extraordinary
- Maltravers Herald of Arms Extraordinary
- New Zealand Herald of Arms Extraordinary
- Norfolk Herald of Arms Extraordinary
- Surrey Herald of Arms Extraordinary
- Wales Herald of Arms Extraordinary

### Heralds a Escòcia

#### Ordinaris
- Albany Herald of Arms in Ordinary
- Islay Herald of Arms in Ordinary
- Marchmont Herald of Arms in Ordinary
- Rothesay Herald of Arms in Ordinary
- Ross Herald of Arms in Ordinary
- Snawdoun Herald of Arms in Ordinary

#### Extraordinaris
- Orkney Herald of Arms Extraordinary

### Heralds al Canadà

#### Ordinaris
- Chief Herald of Canada
- Assiniboine Herald of Arms in Ordinary
- Athabaska Herald of Arms in Ordinary
- Coppermine Herald of Arms in Ordinary
- Fraser Herald of Arms in Ordinary
- Miramichi Herald of Arms in Ordinary
- Saguenay Herald of Arms in Ordinary
- Saint-Laurent Herald of Arms in Ordinary

#### Extraordinaris

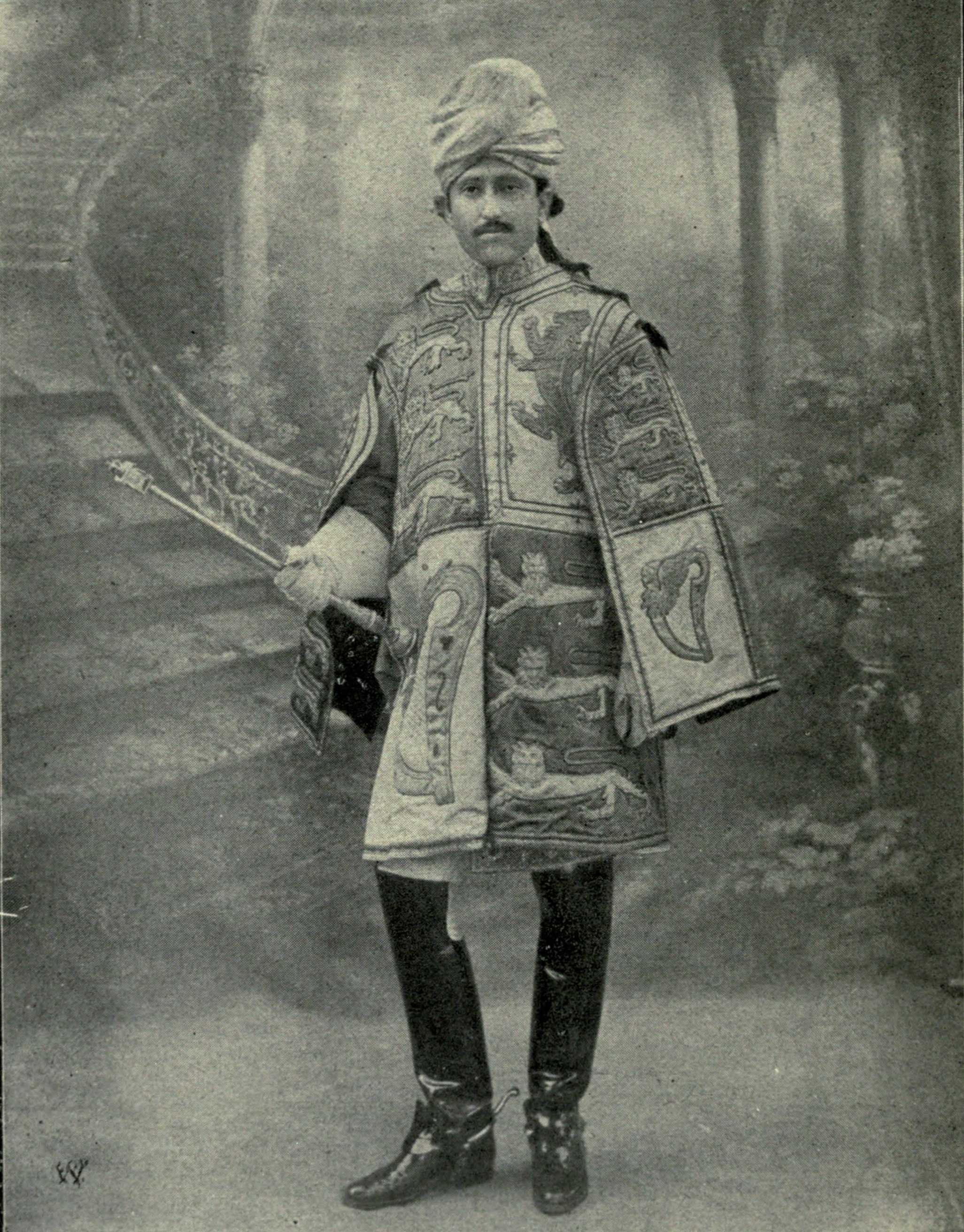
Herald hindú

- Albion Herald of Arms Extraordinary
- Capilano Herald of Arms Extraordinary
- Cowichan Herald of Arms Extraordinary
- Dauphin Herald of Arms Extraordinary
- Niagara Herald of Arms Extraordinary
- Rouge Herald of Arms Extraordinary

#### Emèrits
- Outaouais Herald of Arms Emeritus
- Rideau Herald of Arms Emeritus

### Heralds a l'Índia
- Delhi Herald of Arms Extraordinary

## Heralds notables de l'època clàssica
- Demofó.
- Hegesistrat d'Elis.
- Megisties.
- Marc Cluvi Ruf.
- Estentor.
- Cleòcrit.
- Copreu.

## Personatges de ficció heralds
- Silver Surfer.
- Eönwë.